# Grand River (Ohio)
Grand River es una villa ubicada en el condado de Lake en el estado estadounidense de Ohio. En el Censo de 2010 tenía una población de 399 habitantes y una densidad poblacional de 242,61 personas por km². Es más conocida por ser el lugar de nacimiento de la leyenda del fútbol americano Don Shula.

## Geografía
Grand River se encuentra ubicada en las coordenadas 41°44′38″N 81°17′11″O / 41.74389, -81.28639. Según la Oficina del Censo de los Estados Unidos, Grand River tiene una superficie total de 1.64 km², de la cual 1.4 km² corresponden a tierra firme y (14.8%) 0.24 km² es agua.

## Demografía
Según el censo de 2010, había 399 personas residiendo en Grand River. La densidad de población era de 242,61 hab./km². De los 399 habitantes, Grand River estaba compuesto por el 96.74% blancos, el 1.5% eran afroamericanos, el 0% eran amerindios, el 0% eran asiáticos, el 0% eran isleños del Pacífico, el 1.25% eran de otras razas y el 0.5% pertenecían a dos o más razas. Del total de la población el 4.51% eran hispanos o latinos de cualquier raza.